# The Queers
The Queers es una banda de punk rock originaria de Nuevo Hampshire, Estados Unidos formada en 1982. El único miembro constante ha sido Joe King.
El grupo toca un estilo punk muy influenciado por Ramones y The Beach Boys, con canciones sobre chicas y cerveza. Joe King ha colaborado a menudo con Ben Weasel, de Screeching Weasel.

## Biografía
Todo empezó como una broma. Los miembros del grupo estaban bebiendo cerveza y fumando marihuana mientras escuchaban a Ramones. Sólo les gustaban dos bandas de punk, los propios Ramones y Black Flag. Tras haber escuchado un concierto de The Meatmen decidieron que ellos eran mejores y eso que ni siquiera tenían un grupo. Mientras, Joe King visitaba a su hermano en Los Ángeles y vio el lugar lleno de grafitis de Black Flag. Odiaba el lugar donde vivía, y para burlarse de la comunidad gay local, decidieron llamarse The Queers (algo así como los maricas) y llenar de pintadas el pueblo con su nombre. Estaban hartos del esnobismo de la comunidad artística gay, pues actuaban "como si fueran mejores que nadie". 
El primer tema de la banda fue We'd have A Riot Doing Heroin, y cuenta la anécdota sobre como Joe sugirió a los demás comprar un poco de heroína para animar un poco el ambiente, lo que era su día a día, usando la frase "Come on you guys. We'd have a riot doing heroin." Tulu inmediatamente compuso la canción. La banda estaba profundamente inspirada por las enseñanzas del EP de Black Flag TV Party. Las fotos del interior del disco les sorprendieron también pues los miembros del grupo no llevaban ropa moderna, ni muñequeras, ni siquiera chupas de cuero, sino que vestían como cualquier persona normal.
Apenas dieron 4 conciertos, y tuvieron un gran éxito. Sin embargo, la marcha de Tulu a Nueva York hizo que dejaran la banda durante una buena temporada. A mediados de los años 80, John conoció a O'Neill (Hubie) y JJ Rassler (The Razz), respectivamente). Les unía su gusto por estar borrachos todo el rato, las drogas y el punk rock. John, Hubbie y Razz serían el núcleo principal de The Queers durante los siguientes cuatro años. Tocaron en muchísimos locales de Boston, como The Rat y Chet's. Allí, en aquel ambiente recargado de drogas, abrieron para grandes bandas como Ramones, Angry Samoans y Dickies, aunque el grupo era en realidad una excusa para estar de fiesta continuamente. Pasado un tiempo, la banda se disolvería.
A finales de 1989, Hubie llamó a Joe para sugerirle volver con The Queer. Conocieron a Bface en un concierto de Social Distorsion. Admiraban su estilo: 18 años, viviendo con su madre, bebiendo cerveza todo el día mientras escuchaban buena música. Se unió como bajo y dieron algunos conciertos. Solían pasar por la emisora de radio de la UNH, donde escucharon por primera vez a una banda que les pareció genial: Screeching Weasel, de Chicago. Cuando escucharon su canción I Hate Led Zeppelin, decidieron que tenían que conocer al grupo. Pronto, hicieron amistad con los miembros de la banda de Chicago y en un par de meses estuvieron grabando su primer álbum con Lookout Records, Love Songs for The Retarded, que fue producido por el propio Ben Weasel. Rápidamente, el grupo se encontró revolucionando el mundo de MTV, ROlling Stones y Spin magazine y haciendo dinero. Fueron días muy locos para la banda: demasiadas fiestas, whiskey añejo y chicas jóvenes. La banda se mantuvo unida durante 7 años. Sin embargo, a Hubie le fue diagnosticado un tumor cerebral y murió en 1998. Bface estaba harto del carácter irascible de Joe y decidió dejar el grupo.
Joe firmó con Hipeless Records y obtuvo a nuevos componentes. Hubie le había animado a ello la última vez que hablaron. Chris Almighty y Dangeous Dave de John Cougar Concentration Camp tocaron durante un tiempo, además de tener diferentes baterías durante esa época. Dave permaneció en el grupo un par de años y finalmente volvió a San Diego. Los nombres de los baterías bailaron durante esos años: Lurch Nobody, Steve Stress, Rick Respectable, entre muchos otros. Años más tarde, Philip Hill de Teen Idols se unió como segundo guitarrista durante un breve periodo de tiempo. 
Después de muchos años, Dangerous Dave y Lurch Nobody se han vuelto a unir a la banda, siendo ésta la conformación actual de la misma.

## Discografía

### Álbumes de estudio
- Grow Up (1990)
- Love Songs for the Retarded (1993)
- Rocket to Russia (1994)
- Beat Off (1994)
- Move Back Home (1995)
- Don't Back Down (1996)
- Punk Rock Confidential (1998)
- Beyond the Valley... (2000)
- Pleasant Screams (2002)
- Summer Hits No. 1 (2004)
- Munki Brain (2007)
- Back to the Basement (2010)
- Punk Rock Confidential Revisited (2018)
- Save the World (2020)
- Reverberation (2021)
- Beyond the Valley Revisited Live at Loud & Clear Studios (2022)

### EP
- Love Me. Formato de  7", 1982.
- Webelos. Formato de  7", 1984.
- Too Dumb To Quit! (con Wimpy en la voz de compañía), 1993, Selfless Records.
- Surf Goddess, 1994, Lookout! Records.
- Bubblegum Dreams. Formato de  7", 1996, Lookout! Records.
- Everything's OK, 1998, Hopeless Records.
- Today, 2001, Lookout! Records.
- My Old Man's a Fatso. Formato de  7", Woundup Records.

### Recopilatorios
- Killed By Death#3 (1989). Redrum.
- A Day Late And A Dollar Short (1996). Lookout! Records.
- Later Days And Better Lays (1999). Lookout! Records.

### Álbumes split
- Live At Some Prick's House (álbum split con Pink Lincolns), 1994, Just Add Water Records.
- Love Aint Punk (split 7" con Sinkhole), 1995, Ringing Ear Records.
- Dishwasher: Music to Wash Dishes (7" compilación/split con Ten-Four, The Hi-Fives y Scared Of Chaka), 1996, 702 Records.
- Right On Target (álbum split con 88 Fingers Louie), 2004, Stiffen Records.
- Acid Beaters (álbum split con Manges), 2003, Stardumb Records.
- Split Disc from Japan and USA (álbum split con The Disgusteens), 2004, Stiffen Records.
- Three Way Split (álbum split con Consider The Meek y The Vickers), 2006, Leek Records.
- Untitled (split 7" con Hotlines), 2008, Devil's Jukebox Records.
- Untitled (split 7" con The Atom Age), 2009, Asian Man Records.

### Álbumes en vivo
- Suck This (1998), Clearview Records.
- Live In West Hollywood (2001), Hopeless Records.
- Weekend at Bernie's (2006), Doheny Records.
- CBGB OMFUG Masters: Live February 3, 2003 (2008).
- The Queers Alive In Hollyweird (2009), Punk Rock Social.
- Olé Maestro (Live in Spain) (2013).